# Леттере
Леттере (італ. Lettere) — муніципалітет в Італії, у регіоні Кампанія, метрополійне місто Неаполь.
Леттере розташоване на відстані близько 220 км на південний схід від Рима, 30 км на південний схід від Неаполя.
Населення — 6204 особи (2014).
Покровитель — Sant'Anna.

## Демографія
Населення за роками:

Станом на 1 січня 2023 року в муніципалітеті офіційно проживав 31 іноземець з 14 країн, серед них 13 громадян країн Євросоюзу та 5 громадян України.

## Сусідні муніципалітети
- Ангрі
- Казола-ді-Наполі
- Корбара
- Граньяно
- Равелло
- Сант'Антоніо-Абате
- Трамонті